# Osvaldo Rubén Potente
Osvaldo Rubén Potente (Buenos Aires, 16 de noviembre de 1951), más conocido por su apodo «Patota», es un exfutbolista argentino que se desempeñaba en la posición de enganche o enlace.
Surgido de las inferiores de Boca Juniors, debutó en el año 1971, en una época de transición del club «xeneize», ya que años anteriores había conquistado una considerable cantidad de  torneos a nivel nacional. Integró las filas de Club Atlético Boca Juniors desde su debut hasta su partida en el año 1976, debido a un conflicto personal que tuvo con el recién llegado entrenador "Toto" Lorenzo.
Es considerado un ídolo del club en la década de 1970, ya que disputó un total de 196 partidos y convirtió 79 goles.
Continuó su carrera en el Club Atlético Rosario Central, para luego trasladarse al fútbol boliviano, al formar parte del Club The Strongest. Retornó a la Argentina para desempeñarse una vez más en el club de sus amores, Boca Juniors, en donde estuvo desde 1978 hasta 1980.
Se retiró del fútbol en el Club Defensores de Cambaceres en el año 1983. 
Curiosamente no logró ningún título en su carrera en la primera división, esto se debe a que no formó parte de los éxitos internacionales que tuvo el «xeneize» a finales de los 70' obteniendo dos Copa Libertadores y una Copa Intercontinental, al abandonar la institución en el año 1976, así como no estuvo presente en los torneos nacionales que se obtuvieron casi en simultáneo. 
Tampoco obtuvo títulos en su segunda etapa en el club, ya que no formó parte del equipo que se consagró campeón del Metropolitano 1981 a nivel nacional, puesto que abandonó la institución tan solo un año antes. Obtuvo el título con la selección de fútbol en lo Juegos Panamericanos de 1971.
Pese a no haber obtenido título alguno, la parcialidad de Boca lo considera un ídolo, ya que con su entrega y sus goles marcó a los hinchas que fueron contemporáneos a él, además convirtió 7 goles en el denominado Superclásico del fútbol argentino, una cantidad de goles considerable para un partido de tamaña envergadura.

## Biografía

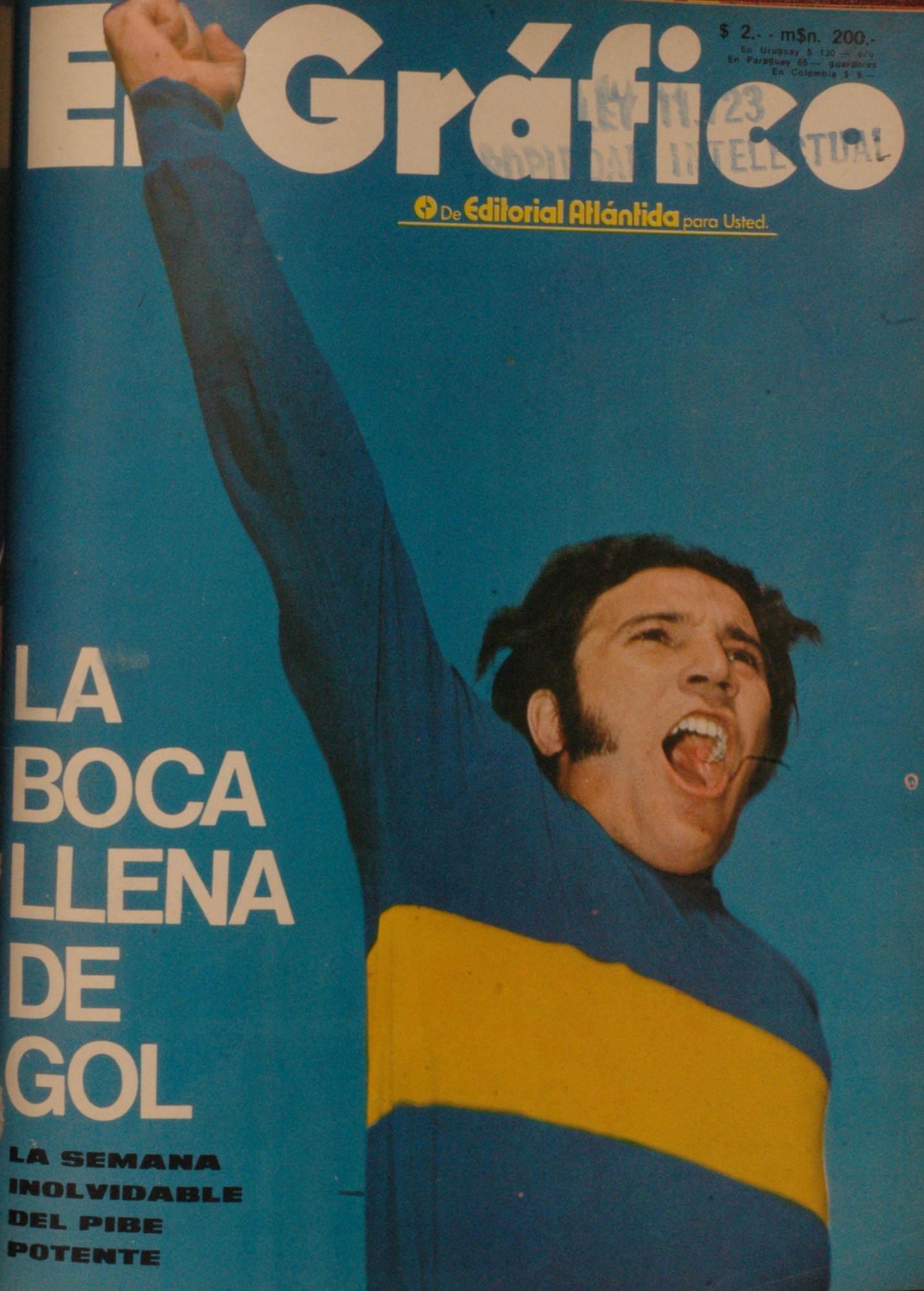
Potente (Boca) en 1972.

Enganche. Surgido de las inferiores de Boca Juniors. Debutó el 18 de junio de 1971 contra Banfield (2-1) donde metió un tanto. Inteligente, de gran precisión para definir. Con panorama, con buen cabezazo a pesar de su altura y muy buena pegada. Fue ídolo en los años '70, pero tuvo la desgracia de no ganar ningún título. Uno de los máximos verdugos de River Plate, le metió 7 goles en partidos oficiales. 
Era el cerebro del equipo y hacía jugar a sus compañeros, otros grandes como Trobbiani, Ponce, Ferrero, Curioni, García Cambón o el chino Benítez. Pudo ser transferido al exterior. Juventus (1971), Málaga (1973) y Atlético de Madrid (1975) pidieron su pase, pero el presidente de Boca, Alberto J. Armando lo negó. Tuvo un conflicto con el DT de Boca Juniors Juan Carlos Lorenzo, por lo que fue cedido a Rosario Central y The Strongest. 
En 1978 regresó para jugar el Nacional, pero ya no era el mismo, yéndose en 1980. Terminó su carrera en Defensores de Cambaceres en 1983, en la Primera C. Luego fue técnico de la reserva y técnico interino cuando se fueron Carlos Aimar y Óscar Tabárez.

### Selección Argentina
En el seleccionado estuvo en 3 partidos, su debut fue contra Paraguay el 25 de mayo de 1972, (0-0).
En 1971 ganó los Juegos Panamericanos con la Selección Argentina

## Clubes
| Club                     | País      | Año       |
| ------------------------ | --------- | --------- |
| Boca Juniors             | Argentina | 1971-1975 |
| Rosario Central          | Argentina | 1976-1977 |
| The Strongest            | Bolivia   | 1977-1978 |
| Boca Juniors             | Argentina | 1978-1980 |
| Defensores de Cambaceres | Argentina | 1980-1983 |

### Hat-tricks
| 1 | 17 de septiembre de 1971 | La Bombonera, Buenos Aires    | Boca Jrs. - Atlanta          |  | 4 - 0 | Metropolitano 1971 |
| 2 | 12 de diciembre de 1971  | La Bombonera, Buenos Aires    | Boca Jrs. - Vélez Sarsfield  |  | 5 - 0 | Nacional 1971      |
| 3 | 24 de junio de 1973      | La Bombonera, Buenos Aires    | Boca Jrs. - Huracán          |  | 4 - 1 | Metropolitano 1973 |
| 4 | 22 de septiembre de 1973 | La Bombonera, Buenos Aires    | Boca Jrs. - Estudiantes (LP) |  | 3 - 1 | Metropolitano 1973 |
| 5 | 3 de marzo de 1974       | La Bombonera, Buenos Aires    | Boca Jrs. - AAAJ             |  | 7 - 1 | Metropolitano 1974 |
| 6 | 2 de junio de 1974       | José Amalfitani, Buenos Aires | Boca Jrs. - Huracán          |  | 3 - 1 | Metropolitano 1974 |
| 7 | 8 de septiembre de 1974  | La Bombonera, Buenos Aires    | Boca Jrs. - Puerto Comercial |  | 9 - 0 | Nacional 1974      |

## Palmarés

### Torneos internacionales
| Título               | Equipo                 | Sede | Año  |
| -------------------- | ---------------------- | ---- | ---- |
| Juegos Panamericanos | Selección de Argentina | Cali | 1971 |